# سیریل ریجیس
سیریل ریجیس (انگلیسی: Cyrille Regis؛ ۹ فوریهٔ ۱۹۵۸-۱۴ ژانویهٔ ۲۰۱۸) بازیکن فوتبال اهل انگلستان بود که سابقهٔ بازی در تیم ملی فوتبال انگلستان را در کارنامهٔ خود دارد. وی در تاریخ ۲۳ فوریه ۱۹۸۲ نخستین بازی ملی خود را در مقابل تیم ملی فوتبال ایرلند شمالی انجام داد و با حضور در ۵ بازی ملی، در تاریخ ۱۴ اکتبر ۱۹۸۷ واپسین بازی ملی‌اش را در برابر تیم ملی فوتبال ترکیه برگزار کرد. وی در ۱۴ ژانویه ۲۰۱۸ درگذشت.